# USS LST-933
O USS LST-933 foi um navio de guerra norte-americano da classe LST que operou durante a Segunda Guerra Mundial.